# Dödmansskär
Dödmansskär är en ö i Bäckfjärden strax söder om Skellefteå och omkring 10 km nordväst om Bjuröklubb. Ön kan även heta Dödmansskäret på vissa sjökort och kartor.
Ön har fått sitt namn av att det en gång för länge sedan lär ha flutit i land en drunknad sjöfarare på ön. Ön och omgivande område har många soltimmar tack vare sitt läge långt ut i Bottenviken.
Dödmansskär är också den fiktiva ön som ett lik hittas på i Wava Stürmers detektivroman från 1960-talet vid namn 'Ro, ro till dödmansskär'. 
Händelsen utspelar sig på sommaren mellan Jakobstad och Karleby, troligtvis i Larsmo skärgård. 